# Kaiten
Il Kaiten (回天? letteralmente "ritorno al cielo" ) era un siluro modificato come arma suicida ed utilizzato dalla Marina imperiale giapponese nelle fasi finali della seconda guerra mondiale. Malgrado la morte di oltre 205 piloti i Kaiten affondarono solamente due navi alleate.

## Contesto
Nel 1944 la situazione delle forze nipponiche si stava deteriorando a vantaggio degli alleati che avanzavano senza sosta verso il Giappone nel contesto della guerra del Pacifico. Come ultima speranza di fermare gli alleati, i militari nipponici iniziarono a intraprendere attacchi suicidi contro le unità nemiche usando i Mitsubishi Zero A6M7 oppure gli Yokosuka MXY7. L'attenzione della Marina imperiale giapponese si focalizzò quindi sulla produzione di un siluro che potesse essere pilotato da un pilota suicida.
A parte l'ovvio vantaggio di fornire una guida per il siluro, la presenza di un pilota permetteva di lanciarli da un sottomarino in immersione, diversamente dal siluro tipo 93 da cui derivavano, che doveva essere lanciato dal ponte mentre il sottomarino era in emersione.
Lo sviluppo iniziò nel febbraio 1944 e il primo prototipo venne ultimato in luglio. Il 1º agosto vennero ordinate 100 unità. I progettisti e i collaudatori erano i tenenti Hiroshi Kuroki e Sekio Nishina che, però, morirono mentre erano ai comandi di due Kaiten durante le fasi preliminari dello sviluppo.

## Sviluppo

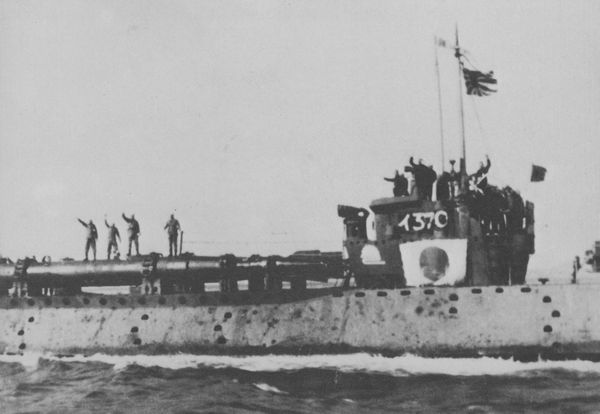
Due Kaiten sul sommergibile I-370

Il primo Kaiten era basato sul motore del siluro Type 93 al quale venne aggiunta una sezione contenente il posto di pilotaggio, le riserve di ossigeno, una zavorra e carburante aggiuntivo. Il sistema di navigazione inerziale venne sostituito con una versione elettrica e i comandi erano elettrici. Il Kaiten era inoltre provvisto di un periscopio per finalizzare l'approccio finale.
I primi modelli permettevano al pilota di fuggire dopo l'accelerazione finale verso il bersaglio, per quanto le possibilità di successo di tale manovra siano dubbie. Non esistono resoconti di piloti che abbiano tentato di fuggire o che abbiano avuto intenzione di tentare, così questa possibilità fu abbandonata nella produzione dei modelli successivi.
Furono progettati cinque modelli, i tipi 1, 2, 3 e 4 basati sul siluro Type 93 da 610 mm, propulso a ossigeno puro ed il tipo 10 basato sul siluro Type 92 da 533 mm e propulso da un motorino elettrico. I tipi 2, 4 e 10 vennero prodotti in piccola quantità e non vennero mai usati. Non si sa se siano mai stati costruiti prototipi del tipo 3, o se sia rimasto solo un progetto.
I Kaiten erano progettati per poter essere utilizzati da diverse piattaforme come sottomarini, navi oppure da postazioni di difesa costiere. L'incrociatore Kitakami era stato appositamente progettato per poter lanciarli e venne impiegato anche durante le prime fasi dello sviluppo. Vennero convertiti anche molti cacciatorpediniere classe Marsu.
Realmente solo i Kaiten Tipo 1 vennero utilizzati in combattimento e solamente lanciati da sottomarini. I sottomarini opportunamente modificati potevano trasportare dai due ai sei Kaiten e il pilota suicida poteva entrare nel siluro anche con il sottomarino in immersione grazie ad una botola.

## Impiego operativo

### Addestramento
L'isola di Otsushima situata nel mare interno di Seto nella prefettura di Yamaguchi fungeva da base di addestramento e collaudo. I piloti avevano una età compresa tra i 17 e i 28 anni e seguivano un corso di addestramento articolato in più fasi. Nella prima fase i piloti apprendevano l'utilizzo del periscopio e la lettura degli strumenti. Dopo aver superato la parte teorica iniziava la pratica: veniva utilizzato un Kaiten opportunamente modificato con una finta testata esplosiva e telemetria. L'allievo doveva eseguire un percorso circolare a bassa velocità per poi passare a manovre più difficili come navigare tra le rocce, scendere a profondità maggiori, navigare a quota periscopio oppure saper modificare la zavorra per bilanciare il consumo di carburante. La prova finale consisteva nell'avvicinamento e l'attacco ad una nave bersaglio in acqua aperta. Spesso questa manovra veniva effettuata alla massima velocità di giorno o di notte.

Le basi dove erano dispiegati i Kaiten (in blu), e le basi costiere dove sarebbero dovuto essere rischierati i Kaiten "Tipo 10" (in giallo).

L'addestramento era particolarmente pericoloso e 15 piloti morirono in vari incidenti, la maggior parte durante l'ultima prova.

### Tecnica di attacco
Quando il sottomarino individuava una nave nemica venivano caricate la bombole di ossigeno del Kaiten, e la cabina veniva ventilata. A questo punto il pilota entrava nel siluro e programmava il giroscopio con le istruzioni fornitegli. Dal momento della separazione dal sommergibile usato per l'avvicinamento iniziale, e fino alle immediate vicinanze della nave bersaglio, la navigazione avveniva mediante il giroscopio. Quando il Kaiten era ormai vicino al bersaglio emergeva a quota periscopio e il pilota lo direzionava contro la nave attivando la testata esplosiva. La testata poteva essere attivata manualmente oppure si azionava automaticamente a contatto.

### Efficacia
Dato che potevano immergersi fino ad una profondità molto limitata i Kaiten limitavano nella stessa maniera i sottomarini sul cui ponte erano imbarcati. Questo, unito al fatto che dovevano essere lanciati da distanza ravvicinata al bersaglio, rese i sottomarini facile preda degli attacchi dei caccia USA durante l'approccio. Questo è uno dei tanti fattori a cui viene imputata la bassa probabilità di sopravvivenza dei sottomarini che li utilizzavano.
Malgrado la presenza del pilota che avrebbe dovuto migliorare la precisione del siluro furono affondate solamente due navi e una piccola imbarcazione da sbarco. La prima nave affondata fu la petroliera USS Mississinewa il 20 novembre 1944 con la perdita di 63 uomini. Il 12 gennaio 1945 venne affondata l'LCL-600 provocando la perdita di 3 uomini. L'ultima nave affondata da un Kaiten fu il cacciatorpediniere di scorta USS Underhill il 24 luglio del 1945 dove morirono 145 uomini. Le perdite statunitensi totali ammontarono a 187 uomini mentre i giapponesi persero 106 piloti di Kaiten a cui vanno aggiunti gli 846 uomini degli equipaggi degli otto sottomarini che trasportavano i siluri kamikaze e i 156 uomini che facevano parte della manutenzione e del personale di supporto. Il ratio finale è di 1:0,18 che sottolinea la totale inefficienza dell'arma.

## Versioni

### Tipo 1

Prospetto di un Kaiten "Tipo 1"

Solo questa versione venne realmente utilizzata in teatro operativo ed è responsabile dell'affondamento della petroliera USS Mississinewa del cacciatorpediniere di scorta USS Underhill. Era pilotata da un uomo solo ed aveva una testata esplosiva da 1,550 kg. Complessivamente ne furono costruiti 300 di cui 100 vennero impiegati in missioni suicide.
Rispetto al siluro Type 93 aveva la testata aumentata di circa 500 kg, piani di controllo più grossi e un sistema che consentiva al pilota di passare dalla guida giroscopica a quella manuale. Tra il motore e la testata vennero aggiunti i serbatoi dell'aria compressa e la postazione di guida. L'accesso era possibile grazie ad una botola sulla parte inferiore dello scafo che era in comunicazione diretta con il sottomarino. Il Kaiten era dotato di un periscopio con elevazione di 70 cm e di comandi per far armare o far esplodere la testata in caso di fallimento della missione. Il filtro dell'aria era a perossido di sodio. Il Kaiten "Tipo 6" era una molto simile al Tipo 1 fatta eccezione per una modifica ai serbatoi d'aria anteriori.
Durante lo sviluppo i problemi maggiori furono le infiltrazioni d'acqua durante il trasporto. Questo problema non venne mai risolto.

### Tipo 2

Prospetto di un Kaiten "Tipo 2"

Il Tipo 2 venne provato solamente in prove in bacino di carenaggio negli ultimi mesi del 1944 e non partecipò mai ad alcuna missione operativa. Nel Tipo 2 il carburante era diesel ossidato, mediante la reazione necessaria per la spinta avveniva tra perossido di idrogeno e idrato di idrazina catalizzato dal ferrocianuro di potassio; veniva usata anche acqua come diluente nel ciclo di combustione. Il motore venne opportunamente progettato per le caratteristiche del Kaiten: era un U8 e il compartimento del motore era allagato con acqua di mare per consentirne il raffreddamento. La profondità massima operativa venne incrementata a 100 metri.

Il complicato sistema di iniezione del Kaiten "Tipo 2"

Dal punto di vista costruttivo il Tipo 2 differiva dal Tipo 1 per diversi particolari a causa dell'utilizzo del nuovo motore. Vennero infatti aggiunti i serbatoi del perossido di idrogeno nella parte anteriore del siluro e dell'idrato di idrazina nella parte centrale. Sempre rispetto alla precedente versione il pilota aveva più comandi ed era sottoposto a maggiore stress.
Il Tipo 2 venne sempre afflitto da problemi al motore legati soprattutto alla pressione dell'acqua marina utilizzata per il raffreddamento e per le scarse prestazioni. Il progetto venne quindi abbandonato dopo un solo protitipo prodotto.
Il tipo 2 inoltre era destinato ad avere un equipaggio di due persone e quindi viene spesso confuso con i sommergibili tascabili Ko-Hyoteki usati per gli attacchi contro Pearl Harbor e Sydney. Comunque i sottomarini usati in questi attacchi erano armati con due siluri leggeri in tubi individuali ed erano progettati per ritornare alla loro nave madre dopo averli lanciati. Invece tutti i Kaiten possedevano una testata esplosiva fissa ed erano destinati a missioni senza ritorno. La qualità della costruzione rifletteva questa fondamentale differenza.

### Tipo 4

Prospetto di un Kaiten "Tipo 4"

Lo sviluppo del Kaiten "Tipo 4" venne intrapreso all'inizio del 1945 dati i problemi che affliggevano il "Tipo 2" legati alla produzione del perossido di idrogeno. In totale vennero prodotti solamente 4 prototipi che non entrano mai però in produzione. Rispetto al "Tipo 2" differiva per una modifica all'impianto propulsivo e per una diversa disposizione dei serbatoi di aria e carburante.
Le prestazioni si rivelarono molto inferiori alle attese, con una velocità massima registrata di 21 nodi. Il rendimento dell'ossigeno era estremamente basso e l'analisi dei gas di scarico evidenziava una elevata percentuale di ossigeno incombusto.
Per questi fattori e per il fatto che il "Tipo 1" era ormai entrato in produzione venne decretata la fine dello sviluppo dopo 50 esemplari prodotti.
Il Kaiten "Tipo 5" era identico al Tipo 4 eccetto per la diversa disposizione dei serbatoi d'aria anteriori.

### Tipo 10

Prospetto di un Kaiten "Tipo 10"

Lo sviluppo del Kaiten "Tipo 10" rappresenta un ulteriore sforzo della Marina imperiale giapponese di poter contrastare l'avanzata degli alleati. L'abbandono dei precedenti progetti e l'abbondanza di siluri Type 92 portò alla produzione del Tipo 10. A differenza dei modelli precedenti che erano sviluppati per poter essere impiegati sia da postazioni costiere che da navi o sommergibili il "Tipo 10" venne progettato per essere utilizzato da postazioni di difesa costiere. Lo si può notare anche dalla mancanza della caratteristica botola sul fondo.
Sostanzialmente appariva molto più "semplice" rispetto ai modelli precedenti ed era motorizzato da un motore elettrico da 6 kW alimentato da 112 batterie da 54 volt a 120 A che limitava fortemente la velocità operativa del mezzo a 7 nodi e una autonomia di 3,5 km. Anche la profondità massima diminuì drasticamente, arrivando a soli 20 metri. La testata era di 300 kg.
Il Tipo 10 era molto più facile da produrre rispetto ai modelli in precedenti e le dimensioni minori ne favorivano il trasporto. Lo spazio a bordo era talmente ridotto che la bombola di ossigeno venne installata sotto il siluro. In ambito operativo il Tipo 10 avrebbe dovuto essere più manovrabile rispetto ai siluri precedenti dato che il motore poteva anche essere spento o fatto girare al contrario.
Durante i collaudi emersero molti problemi tra cui le infiltrazioni d'acqua all'interno del vano pilota e del vano motore. La fine della guerra decretò la fine dello sviluppo dopo la produzione di una decina di esemplari. La Marina Imperiale Giapponese ne aveva ordinati 500.

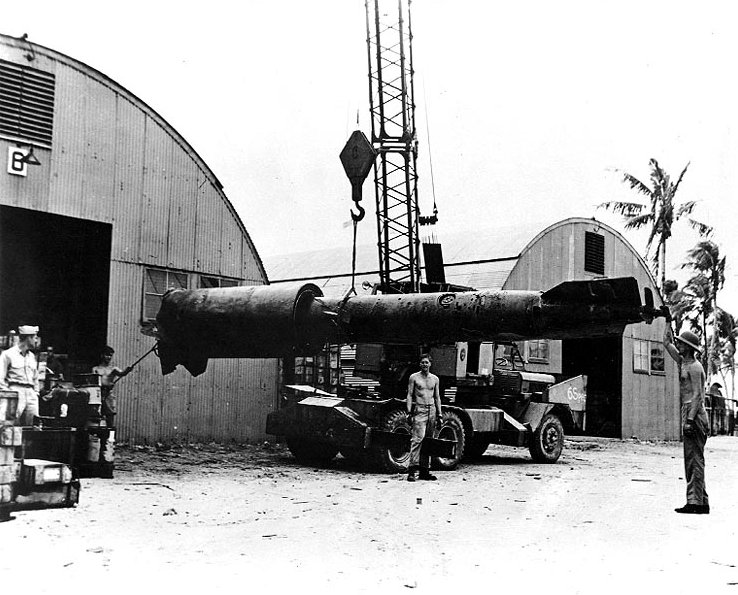
Metà poppiera di un Kaiten, recuperato dalle forze statunitensi nell'Atollo di Ulithi nel 1945.